# Zdeněk Hajný
Zdeněk Hajný (30. ledna 1942 Vsetín – 1. března 2014 Praha) byl český malíř, grafik a psycholog. Dlouhodobě se zabýval psychologickou problematikou tvořivosti v umění, zejména psychotronickými a mezilidskými fenomény tvůrčího projevu. V roce 1994 založil Galerii Cesty ke světlu Zdeňka Hajného.

## Životopis
Narodil se v učitelské rodině. V letech 1956 až 1959 studoval na střední škole ve Vsetíně a malbu u prof. Břetislava Janovského. Potom nastoupil na Vysokou školu zemědělskou v Brně, dnes Mendelovu univerzitu v Brně. Svá ekonomická studia dovršil v roce 1964. V letech 1964–1967 pracoval jako ekonom a učitel na Berounsku. Ve volném čase maloval a externě vyučoval psychologii. V letech 1968–1970 působil ve funkci odborného pedagoga v Institutu pro vzdělávání pracovníků v zemědělství, stážoval na psychologickém pracovišti v Berlíně. Byl dále autorem a spoluautorem odborných publikací v oboru aplikované psychologie. Zahájil studia psychologie na Filozofické fakultě Univerzity Karlovy v Praze, která ukončil doktorátem filozofie.
Publikoval a přednášel v oboru aplikované psychologie. Už od poloviny 60. let se věnoval malování jako své zájmové činnosti a od roku 1983 profesně. Jeho dílo našlo své místo i v sakrálních prostorách a bylo použito jako obrazový doprovod řady vědeckých, duchovních, hudebních filmových a jiných pořadů. V roce 2001 byl vyznamenán Cenou Prahy 11 pro významné osobnosti. V roce 2005 mu byla udělena Alliancí S. Dalí International Cena Salvadora Dalího, byl držitelem prestižní ceny La Médaille d´Or Internationale 2009, čestného občanství obce Liptovské Sliače na Slovensku 2011, čestného občanství obce Bešeňová na Slovensku 2012. Stal se držitelem řady domácích i zahraničních ocenění. Kromě tvorby se věnoval i budování experimentálního terapeutického prostoru Galerie Cesty ke světlu Zdeňka Hajného, vzdělávací a charitativní činnosti.

## Dílo
Svá díla vystavoval na desítkách samostatných i kolektivních výstav v ČR a v zahraničí. Díla Zdeňka Hajného jsou součástí multimediálních pořadů našich i zahraničních umělců, jedním z nich je pořad „Starvoice“ významné japonské pěvkyně a skladatelky Yoshié Ichige, se kterou vystupuje po celém světě. Jeho obrazy jsou součástí řady knih, encyklopedií, učebnic, filmových, televizních zpracování i celé řady programů na DVD a CD.
| „                            | Je umělcem, jehož básnické dispozice nás přenášejí výhradně do světa snů a představ, ovládaných však přírodními zákony pohybu hmot viděnými z perspektiv našeho místa ve vesmíru. Jeho obrazy v nás vyvolávají představy kosmického dění, vířivých pohybů a barevných mlhovin, v ničem neunikajících skutečným vesmírným jevům. | “ |
| — prof. dr. František Dvořák | |   |

### Výběr děl
- Zátiší s fíkusem a jablky, 1956, olej;
- Pronikání, 1969, olej;
- cyklus Krajiny..., 1972–2004, olej;
- Strom života, 1976, 1987, 1996, olej;
- Epos o Gilgamešovi, 1971, 1988, olej;
- Poznání, 1971, 1983, 1986, olej;
- cyklus Poutníci, 1974, 1984–1991, olej;
- Žena země, 1977, olej;

- Triptych Poselství modré planety – Daidalos, Vita aeterna, 1980, olej;
- Z cyklu Na motivy Písní kosmických – Stříbrná alej, Pronikání II., Novodobým Ikarům, Setkání II., Vita aeterna II., 1982, olej;
- Geneze, 1983, 1986, olej;
- Oblaka ticha, 1984, olej;
- cyklus Cesty …, 1985–2004, olej;
- Cesta k perle, 1985, 1986, olej s achátem;
- cyklus Pocty, 1986–1996, olej;
- Strom života, 1986, olej;
- cyklus Kódy života, 1986–1991, olej;
- cyklus Hledání světla, 1988–1992, olej;
- cyklus Cesty ke světlu, 1988–1991, olej;
- Proměna, škrábaná litografie, 1988;
- Krajina IPSE - C.G. Jungovi, olej, 1990;
- Nanebevstoupení, 1992, olej;
- cyklus Andělé, 1995–2009, olej;
- cyklus Betlémská krajina 1994–2004, olej;
- Vzpomínka na Atlantidu, 1996, olej;
- Dotek milosti, olej s achátem, 1999;
- Krajina nalezení II., olej s celestýny, 2002;
- Krajina vykoupení, 2003, olej;
- Cestou Andělů, 2004, olej;
- Čistý II, 2004, olej;
- Řeka života, rytina a malba na mramorové desce, 2007;
- Labyrint světa a ráj srdce - pocta J.A.Komenskému, interaktivní kompozice, 2008;
- Pradávná znamení v drahém kameni, 2010, olej s chalcedonem.
- Strom naděje III, 2010, olej;

### Sakrální tvorba
- 1997 – římskokatolický kostel sv. Václava, instalace obrazu „Nanebevstoupení“, Hustopeče u Brna.
- 2000 – římskokatolický kostel Nejsvětějšího srdce Ježíšova a neposkvrněného srdce Panny Marie, freska „Věčné světlo naděje“ jako součást mezinárodního projektu Archa Locus, Vyšný Sliač u Ružomberku na Slovensku.
- 2000 – římskokatolický kostel Nejsvětější trojice, oltářní malba „Betlémská krajina“ v Bešeňové na Liptovské Mare na Slovensku
- 2002 – ekumenický kostel sv. Cyrila a Metoděje, oltářní fresku s použitím obrazu Zdeňka Hajného „Betlémská krajina V.“ v realizaci slovenských výtvarníků S. Krivda a D. Muránsky v Malém Krtíši na Slovensku.
- 2003 – barokní římskokatolický kostel, výchozí návrh fresky na stropní klenbu chrámu a spolupráce při realizaci v Balassagyarmatu v Maďarsku.
- 2007 – římskokatolický kostel – Kosihy nad Ipľom na Slovensku

### Výstavy (výběr)[2]
- 1971 – Divadelní studio Reduta, Praha
- 1972 – Televizní klub, Praha
- 1974, 1977, 1981, 1986 – Galerie Fronta, Praha
- 1976 – Galerie Sanzio Muniaoni, Florencie
- 1978,1982 – Galerie Karlovka, Praha
- 1982 – Čs. kulturní středisko, Budapešť
- 1983 – Muzeum Aloise Hrdličky, Humpolec
- 1984 – Zámek Červená Lhota; Dům pánů z Kunštátu, Brno
- 1985 – Galerie Rakousko-československé společnosti, Vídeň; Hypogalerie, Bayreuth;
- 1986 – Galerie Krajského střediska památkové péče a ochrany přírody, Č.Budějovice; Galerie Ebelsberg, Linec
- 1988 – Výstavní síň radnice(Furth im Wald), SRN
- 1989 – Galerie Chodovská tvrz, Praha; Kongres ISSOL – O vzniku života na zemi a v kosmu, Suchdol u Prahy; Galerie Odeon – Praha
- 1992 – Kostel sv. Rocha, Praha; Obecní dům – 12.světová transpersonální konference ITA, Praha; Galerie Vltavín, Galerie 33 – Praha
- 1997 – Státní opera Praha
- 1998 – Parlament České republiky, Praha; advokátní kancelář Bělina-Kříž, Praha; Výstavní síň radnice(Furth im Wald), Německo
- 1999 – Výstavní síň radnice (Furth im Wald), Německo; Galerie Nova, Praha
- 2000 – Palác Questenberg, Praha; Salon 2000, Výstaviště Praha; Galerie U Zlatého slunce, Týn nad Vltavou; Galerie Chagall, Ostrava
- 2001 – Theater Akzent, Vídeň
- 2002 – Zámecká galerie Chagall, Karviná; Šternberský palác, Praha
- 2003 – Zichyho palác, Bratislava; Galerie Portheimka, Praha
- 2004 – Parlament České republiky, Praha
- 2005 – Nancy-Université, Francie; Galerie Doxa, Státní hrad a zámek Český Krumlov
- 2006 – Mramorový sál, Zámek Vsetín; Laterna magika, Praha
- 2007 – Karolinum galerie, Praha; Městské muzeum a galerie, Lomnice nad Popelkou
- 2008 – Nationalpark Thayatal, Rakousko
- 2009 – Zámek Nymphenburg, Mnichov; Galerie Netopýr, Šumava
- 2010 – Kostel sv. Šimona a Judy, Praha; Muzeum V. Löfflera, Košice
- 2011 – Zámek Chvaly, Praha;
- 2012 – Muzeum regionu Valašsko; mramorový sál zámku, Vsetín
- 2012 – Svatohostýnské muzeum, Svatý Hostýn
- 2013 – Zámecká galerie, Uherský Ostroh;

### Zastoupení ve sbírkách
Dílo Zdeňka Hajného je zastoupeno v následujících galerijních sbírkách:
- Galerie vlastivědného muzea, Vsetín;
- Česká televize, Praha;
- Ministerstvo zahraničních věcí České republiky, Praha;
- Hypobank, Bayreuth;
- Galerie Perrotti, Linec;
- Galerie Sanzio Muniaoni, Florencie;
- Ministerstvo životního prostředí České republiky, Praha;
- Muzeum umění, Rotterdam.

V soukromých sbírkách v ČR, SR, Německu, Finsku, Švédsku, Kanadě, Rakousku, Rusku, USA, Španělsku, Maroku, Holandsku, Belgii, Itálii, Japonsku a Indii.